# La Playa de Belén
La Playa [de Belén] là một khu tự quản thuộc tỉnh Norte de Santander, Colombia. Thủ phủ của khu tự quản La Playa [de Belén] đóng tại La Playa Khu tự quản La Playa [de Belén] có diện tích 288 ki lô mét vuông. Đến thời điểm ngày 28 tháng 5 năm 2005, khu tự quản La Playa [de Belén] có dân số 7672 người.